# Earl Holliman
Earl Holliman, né le 11 septembre 1928 à Delhi (Louisiane, États-Unis) et mort le 25 novembre 2024 dans le quartier de Studio City à Los Angeles (Californie, États-Unis), est un acteur américain.
Il remporte un Golden Globe Award pour le film Le Faiseur de pluie (1956) et incarne le sergent Bill Crowley dans la série policière télévisée Sergent Anderson tout au long de sa diffusion de 1974 à 1978.

## Biographie
Après avoir fréquenté Louisiana Avenue, Fair Park et Byrd High School à Shreveport, Earl Holliman a terminé ses études publiques à Oil City High School à Oil City, obtenant son diplôme avec mention en 1946. Earl Holliman est également diplômé de l'Université de Californie à Los Angeles.
De 1958 à 1963, Earl Holliman s'est également produit en tant que chanteur et a signé un contrat d'enregistrement avec des studios d'enregistrement réputés tels que Capitol Records, Prep et HiFi. En 1960, il a vécu à Paris en France dans un appartement de la rive gauche. Bien qu'il ait adopté la culture et la langue françaises assez rapidement, il a conservé sa réputation d'être « aussi américain que la tarte aux pommes ».

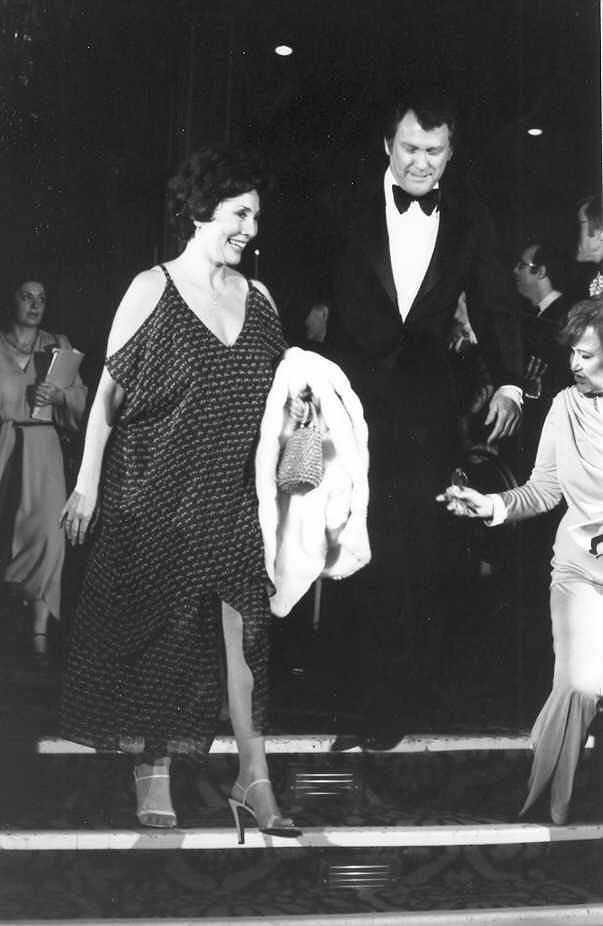
Earl Holliman à la convention de la National Film Society (1979) (Photo Alan Light).

Earl Holliman a longtemps résidé dans le quartier Studio City, de Los Angeles. Earl Holliman a soutenu la réélection de Dwight D. Eisenhower lors de l'élection présidentielle de 1956. Il est de confession baptiste. En 1976, il était le grand maréchal du défilé annuel du 4 juillet à Huntington Beach en Californie.

### Mort
Earl Holliman est décédé dans un centre de soins palliatifs près de son domicile à Studio City le 25 novembre 2024 à l'âge de 96 ans.

## Filmographie
Cinéma
- 1953 : The Girls of Pleasure Island : Marine
- 1953 : Fais-moi peur (Scared Stiff) de George Marshall : Elevator Operator
- 1953 : Destination Gobi de Robert Wise : Svenson
- 1953 : La Nuit sauvage (Devil's Canyon) d'Alfred L. Werker : Joe
- 1953 : À l'est de Sumatra (East of Sumatra) de Budd Boetticher : Cupid
- 1954 : Tennessee Champ de Fred M. Wilcox : Happy Jackfield
- 1954 : La Lance brisée (Broken Lance) d'Edward Dmytryk : Denny Devereaux
- 1955 : Les Ponts de Toko-Ri (The Bridges at Toko-Ri) : Nestor Gamidge
- 1955 : Association criminelle (The Big Combo) de Joseph H. Lewis : Mingo
- 1955 : La Peur au ventre (I Died a Thousand Times) de Stuart Heisler : Red
- 1956 : Planète interdite (Forbidden Planet) de Fred M. Wilcox : James Dirocco, le cuistot
- 1956 : Collines brûlantes (The Burning Hills) de Stuart Heisler : Morton 'Mort' Bayliss
- 1956 : Géant (Giant) de George Stevens : Robert Kendall 'Bob' Dace
- 1956 : Le Faiseur de pluie (The Rainmaker) de Joseph Anthony : Jim Curry
- 1957 : Règlements de comptes à OK Corral (Gunfight at the O.K. Corral) de John Sturges : Adjoint du Sheriff Charles 'Charlie' Bassett
- 1957 : Femme d'Apache (Trooper Hook) de Charles Marquis Warren : Jeff Bennett
- 1957 : Prenez garde à la flotte (Don't Go Near the Water) de Charles Walters : Adam Garrett
- 1958 : Vague de chaleur (Hot Spell) de Daniel Mann et George Cukor : Buddy Duval
- 1959 : Dans la souricière (The Trap) de Norman Panama : Tippy Anderson
- 1959 : Le Dernier train de Gun Hill (Last Train from Gun Hill) de John Sturges : Rick Belden, le fils de Craig
- 1960 : Mince de planète (Visit to a Small Planet) de Norman Taurog : Conrad
- 1961 : L'Espionne des Ardennes (Armored Command) : Sgt. Mike
- 1961 : Été et Fumées (Summer and Smoke) de Peter Glenville : Archie Kramer
- 1965 : Les Quatre Fils de Katie Elder (The Sons of Katie Elder) d'Henry Hathaway : Matt Elder
- 1967 : A Covenant with Death de Lamont Johnson : Brian Talbot
- 1968 : La Guerre des cerveaux (The Power) de Byron Haskin : Professeur Talbot Scott alias Scotty
- 1968 : La Bataille pour Anzio (Anzio) de Duilio Coletti et Edward Dmytryk : Sergent de section Abe Stimmler
- 1972 : Les Aventures de Pot-au-Feu (The Biscuit Eater) de Vincent McEveety : Harve McNeil
- 1979 : Good Luck, Miss Wyckoff : Ed Eckles
- 1981 : L'Anti-gang (Sharky's Machine) de Burt Reynolds : Hotchkins
- 1999 : Bad City Blues : Joe Gags
- 2000 : Sous les yeux d'un intrus (The Perfect Tenant) : Arthur Michaels

Télévision
- 1959 : Hotel de Paree (série télévisée) : Sundance
- 1959 : La Quatrième Dimension (The Twilight Zone) (série télévisée) : Mike Ferris (saison 1, épisode 1 : Solitude)
- 1961 : Westinghouse Presents: The Dispossessed (TV) : Webster
- 1962 : La Route des rodéos ("The Wide Country") (série télévisée) : Mitch Guthrie
- 1965 : Bonanza (TV) saison 6 épisode 19 (Le Tueur à la langue de velours/The Flannel-Mouth Gun): Sherman Clegg
- 1969 : The Desperate Mission (TV) : Shad Clay
- 1970 : Smoke (TV) : Cal Finch
- 1970 : Tribes (TV) : Sgt. Frank DePayster
- 1971 : Opération danger (TV) : Wheat
- 1971 : Cannon (TV) : Magruder
- 1973 : Vin, vacances et vahinés (The Six Million Dollar Man: Wine, Women and War) (TV) : Harry Donner
- 1973 : Trapped (TV) : David Moore
- 1973 : Les Rues de San Francisco (The Streets of San Francisco), (série TV) - Saison 2, épisode 6, Le Timbre de la Mort (The Stamp of Death), de Seymour Robbie : Chris Conway
- 1974 : Cry Panic (TV) : Sheriff Ross Cabot
- 1974 : Sergent Anderson (série télévisée) : Bill Crowley
- 1974 : I Love You, Goodbye (TV) : Tom Chandler
- 1977 : Alexander: The Other Side of Dawn (en) (TV) : Ray Church
- 1979 : The Solitary Man (TV) : Dave Keyes
- 1980 : Where the Ladies Go (TV) : Buck
- 1982 : Country Gold (TV) : Wade Purcell
- 1983 : Les oiseaux se cachent pour mourir ("The Thorn Birds") (feuilleton TV) : Luddie Mueller
- 1986 : Shattered If Your Kid's on Drugs (TV)
- 1987 : American Harvest (TV) : Krab Hogan
- 1987 : La Vengeance du forçat (Gunsmoke: Return to Dodge) (TV) : Jake Flagg
- 1991 : Enquêtes à Palm Springs (P.S.I. Luv U) (TV) de Peter Hunt : Matthew Durning
- 1992 : Delta (série télévisée) : Darden Towe
- 1997 : Burt Lancaster: Daring to Reach (TV)
- 1997 : Night Man (série télévisée) : Frank Dominus

## Distinction
- Golden Globes 1957 : Golden Globe du meilleur acteur dans un second rôle pour Le Faiseur de pluie

## Voix françaises
- Guy Loriquet dans La lance brisée
- Jacques Thébault (1924-2015) dans Les ponts de Toko-Ri, Géant
- Marc Cassot (1923-2016) dans La peur au ventre, Colline brûlant, La guerre des cerveaux
- Jacques Dynam (1923-2004) dans Planète Interdite
- Serge Lhorca (1918-2012) dans Faiseurs de pluie, Règlement de compte à OK Coral, Dans la souricière, Le dernier train de Gun Hill, La quatrième dimension (série TV), Hôtel de Paree (série TV), Mince de planète.
- Jacques Degor dans Les 4 fils de Katie Elder
- Albert Augier (1924-2007) dans La bataille pour Anzio
- Jacques Ferrière dans Cannon (série TV)
- Francis Lax (1930-2013) dans L'Homme qui valait 3 milliards (série TV) et L'antigang
- Richard Leblond (1944-2018) dans Danger Doberman
- René Roussot dans Sergent Anderson (série TV)
- Marc de Georgi (1931-2003) dans Les oiseaux se cachent pour mourir (série TV)
- Sady Rebbot (1935-1994) dans Arabesque (série TV)
- Serge Bourrier (1931-2017) dans Un intrus dans la maison